# Philereme depicturata
Philereme depicturata là một loài bướm đêm trong họ Geometridae.